# Biberist
Biberist (toponimo tedesco) è un comune svizzero di 8 223 abitanti del Canton Soletta, nel distretto di Wasseramt. È stato istituito nel 1857 con la fusione dei comuni soppressi di Oberbiberist e Unterbiberist.